# إرنستو جيزل
إرنستو بيكمان جيزل (بالبرتغالية: Ernesto Beckmann Geisel) قائد عسكري برازيلي سابق وسياسي وذو أصول ألمانية ورئيس للفترة 1974-1979.
في عام 1973 عينه الجنرال والرئيس إميليو غاراستازو ميديسي وغيره من قادة الجيش أن يكون المرشح من حزب التحالف التجديد الوطني (ARENA) لرئاسة الجمهورية. في ذلك الوقت، يختار الجيش رئيس البرازيل ثم يوافق الكونغرس بعد ذلك من أجل إعطاء انطباع أن الانتخابات حرة. انتخب جيزل بالغالبية العظمى واستلم منصبه في 15 مارس 1974 لولاية مدتها خمس سنوات.
من 1968 إلى 1973، نما الاقتصاد البرازيلي بنسبة أكثر من 10٪ سنوياً، وهو الأسرع في العالم. ولكن نظرا لأزمة النفط في عام 1974، هبط المعدل إلى 5-6٪ سنوياً. لأن البرازيل تستورد احتياجاتها من النفط، فبدأت ديون البرازيل الخارجية في الارتفاع.
في بدايات سبعينات القرن العشرين، تعرض اليساريون الراديكاليون للتعذيب أو حتى القتل في ما يشبه الحرب الأهلية، وفرضت الرقابة على الصحافة. في عام 1974 كتمت ملامح أنشطة حرب العصابات.
بعد أن وقفت الأنشطة المذكورة أعلاه، وضع جيزل خطة تدريجية بطيئة لإرساء الديمقراطية مفترضة النجاح، على الرغم من كل محاولات وتهديدات القيادات العسكرية المعارضة وبعض الحركات الإرهابية.
وكان تخلى عن النظام العسكري عن القانون المؤسسي الخامس، وهو إداته الرقابية الرئيسية التي وفرت للحكومة صلاحيات ديكتاتورية، من قبل جيزل الرئيس في نهاية عام 1978.
خلال السنوات الخمس لجيزل في الحكومة، اعتمد سياسة خارجية أكثر براغماتية. على الرغم من كونه محافظاً ومناهض شديد للشيوعية لكن جيزل قام بمبادرات هامة نحو الكتلة الشيوعية.
خلال فترة حكم جيزل، أنشأت البرازيل علاقات دبلوماسية مع جمهورية الصين الشعبية وأنغولا، مما يشير إلى المسافة المتباعدة بين واشنطن وبرازيليا. وعلى الرغم من أن كلا البلدين لا يزالان حلفاء، لكن جيزل كان حريصاً في البحث عن التحالفات، والأهم من ذلك الفرص الاقتصادية في أجزاء أخرى من العالم، خاصة أفريقيا وآسيا.
في عام 1978 عين جيزل الجنرال خواو باتيستا دي أوليفيرا فيغيريدو خلفا له وغادر منصبه في 15 مارس 1979.

## العمل العسكري
انضم غيزل مع شقيقه أورلاندو (1905-1979)، الذي أصبح وزيرًا للجيش في حكومة إميليو غاراستازو ميديسي، إلى الجيش في عام 1921، وتخرج بترتيب الأول على دفعته من المدرسة العسكرية العليا في بورتو أليغري في عام 1925. تلقى التعليم العسكري العالي في مدرسة ريالينغو العسكرية، وتخرج منها في عام 1928 بترتيب الأول على دفعته، وانضم إلى وحدة المدفعية برتبة ملازم متدرب، ورُقِّيَ إلى رتبة ملازم أول في عام 1930.
شهد غيزل وشارك في أبرز أحداث التاريخ البرازيلي في القرن العشرين، مثل ثورة عام 1930، ودكتاتورية جيتوليو فارجاس في إستادو نوفو والإطاحة بها في عام 1945. كان أيضًا ملحقًا عسكريًا في أوروغواي (1946-1947).
ترقّى غيزل إلى رتبة عميد في عام 1960، وشارك في الانقلاب العسكري عام 1964 الذي أطاح بالرئيس اليساري جواو غولار. كان شخصية مهمة خلال الانقلاب، وأصبح رئيسًا لهيئة الأركان العسكرية للرئيس هومبرتو دي إلينكار كاستيلو برانكو منذ عام 1964 حتى عام 1967.
ترقّى إلى رتبة فريق في عام 1964، وإلى أعلى رتبة فريق من فئة 4 نجوم في عام 1966. عُيِّن رئيسًا لشركة النفط الحكومية في بتروبراس في عام 1969.

## الرئاسة (1974–1979)
اختار الرئيس إميليو غاراستازو ميديسي غيزل في عام 1973 ليكون خلفًا له في الحكم. شهد هذا الاختيار صراعًا داخليًا من وراء الكواليس بين المتشددين الذين عارضوه والمؤيدين المعتدلين للرئيس السابق كاستيلو برانكو. لحسن حظ غيزل، كان شقيقه الأكبر، أورلاندو غيزل، وزيرًا للجيش، وحليفه المقرب الجنرال جواو باتيستا دي أوليفيرا فيغيريدو رئيس أركان ميديسي العسكرية.
كانت القيادة العسكرية تختار رئيس البرازيل في ذلك الوقت، ثم يوافق عليه الكونغرس للحفاظ على مظهر الديمقراطية. لم يكن من الممكن هزيمة المرشح الذي اختاره الجيش، وذلك لأن الحزب الموالي للجيش، حزب تحالف التجديد الوطني، كان يتمتع بأغلبية ساحقة في الكونغرس. خاض الحزب الديمقراطي البرازيلي الانتخابات ورشح النائب المخضرم يوليسيس كيمارايس لأول مرة خلال حقبة الحكم العسكري. أدرك كيمارايس، عند قبول الترشيح، أن فوز غيزل أمر حتمي، لذلك قرر إجراء «حملة مناهضة للترشيح». انتُخِب غيزل بأغلبية ساحقة كما كان متوقعًا (400-76، مع 21 صوتًا فارغًا وامتناع ستة أعضاء عن التصويت) وتولى المنصب في 15 مارس 1974 لولاية مدتها خمس سنوات.

### الاقتصاد
نما الاقتصاد البرازيلي بمعدل يزيد عن 10% سنويًا خلال المعجزة البرازيلية منذ عام 1968 حتى عام 1973، وهو الأسرع في العالم، ولكن معدل التنمية انخفض إلى 5-6% سنويًا بسبب أزمة صدمة النفط في عام 1974، فبدأ الدين الخارجي للبرازيل في الارتفاع بسبب الاضطرار إلى استيراد كميات كبيرة من نفط البلاد. كانت هذه الاستراتيجية فعّالة في تعزيز النمو، ولكنها أدت أيضًا إلى رفع متطلبات الاستيراد في البرازيل بشكل ملحوظ، وهو الأمر الذي أدى إلى زيادة العجز الضخم بالفعل في الحساب الجاري، الذي مُوِّل عن طريق زيادة الديون الخارجية. كان من المتوقع أن تؤدي التأثيرات المجمعة للتصنيع لاستبدال الواردات وتوسيع الصادرات في نهاية المطاف إلى زيادة الفوائض التجارية، مما يسمح بخدمة وسداد الديون الخارجية.
سعى الرئيس غيزل إلى الحفاظ على ارتفاع معدلات نمو اقتصادي أثناء التعامل مع آثار أزمة النفط (حظر النفط) في عام 1973. حافظ أيضًا على استثمارات ضخمة في البنية التحتية، مثل الطرق السريعة، والاتصالات، والسدود الكهرومائية، واستخراج المعادن، والمصانع، والطاقة الذرية. فتح أيضًا البرازيل أمام الشركات الأجنبية للتنقيب عن النفط لأول مرة منذ أوائل خمسينيات القرن العشرين لتجنب الاعتراضات القومية.

## روابط خارجية
- إرنستو جيزل على موقع الموسوعة البريطانية (الإنجليزية)
- إرنستو جيزل على موقع مونزينجر (الألمانية)